# Poseidon (film)
Poseidon is een Amerikaanse rampenfilm uit 2006 over een gelijknamig schip dat zinkt door een enorme vloedgolf, een zogenaamde monstergolf. Het is een remake van The Poseidon Adventure uit 1972.
Poseidon werd genomineerd voor een Academy Award voor de beste beeldeffecten, maar ook voor een Razzie Award voor de slechtste remake.

## Verhaal
Tijdens een jaarwisseling wordt het luxe cruiseschip 'Poseidon' geraakt door een vloedgolf (een zogenaamde monstergolf) en kapseist. In de balzaal, waar eerder die avond nog gefeest werd, zitten nu talloze overlevenden en hen wordt door een bemanningslid bevolen in de balzaal te wachten op redding. Maar een aantal van hen, waaronder de oud-burgemeester van New York, Robert Ramsey (Kurt Russell), de twee gokkers Dylan Johns (Josh Lucas) en Lucky Larry, een moeder Maggie (Jacinda Barrett) en haar zoon Conner (Jimmy Bennett), het verliefde stel Christian (Mike Vogel) en Jennifer (Emmy Rossum), Elena (Mía Maestro), de keukenmedewerker Valentine (Freddy Rodriguez) en architect Richard Nelson (Richard Dreyfuss) zijn van plan toch te ontsnappen. Robert en Dylan besluiten de groep veilig naar de onderkant van het gekapseisde schip te leiden. Omdat het schip gekapseisd is, moeten ze naar het hoogste punt van het schip. Door de grote schade die het schip heeft opgelopen, is het zeer lastig en soms bijna onmogelijk deze ontsnappingspoging voort te zetten. Onderweg worden enkele leden van de groep dodelijk getroffen en worden achtergelaten. De in de balzaal achtergebleven passagiers verdrinken doordat de ramen van de balzaal springen door de waterdruk, waardoor het water massaal naar binnen stroomt. De ontsnappende groep heeft nog maar enkele minuten om het schip te verlaten, voordat het vol met water komt te staan. De uitgang bij de nog draaiende boegschroeven is hun enige kans de boot te verlaten. Het is onmogelijk door deze uitgang te gaan, tenzij iemand de machinekamer binnen zwemt en de schroeven blokkeert. Dit lukt de oud-burgemeester Robert, en de anderen kunnen ontsnappen door deze uitgang. Ze stappen in een reddingsboot en worden gevonden door helikopters na het omhoogschieten van een noodsignaal.

## Rolverdeling
| Acteur           | Personage              |
| ---------------- | ---------------------- |
| Kurt Russell     | Robert Ramsey          |
| Josh Lucas       | Dylan Johns            |
| Richard Dreyfuss | Richard Nelson         |
| Jacinda Barrett  | Maggie James           |
| Emmy Rossum      | Jennifer Ramsey        |
| Mike Vogel       | Christian              |
| Mía Maestro      | Elena                  |
| Jimmy Bennett    | Conor James            |
| Andre Braugher   | Captain Bradford       |
| Freddy Rodriguez | Valentin               |
| Kevin Dillon     | Lucky Larry            |
| Kirk B.R. Woller | Chief Officer Reynolds |
| Stacy Ferguson   | Gloria                 |
| Kelly McNair     | Emily                  |

## Soundtrack
de soundtrack van de film is geschreven en gecomponeerd door Klaus Badelt het nummer postales is geschreven door Federico Aubele. Stacy Ferguson zingt het hoofdthema en speelt de zangeres Gloria in de film. Hij is uitgebracht op 9 mei 2006 door Interscope Records
| Nr. | Titel              | Performed by    | Duur |
| --- | ------------------ | --------------- | ---- |
| 1.  | Won't Let You Fall | Stacy Ferguson  | 4:39 |
| 2.  | Bailamos           | Stacy Ferguson  | 3:10 |
| 3.  | Postales           | Federico Aubele | 4:09 |
| 4.  | The Poseidon       | Klaus Badelt    | 3:19 |
| 5.  | The Wave           | Klaus Badelt    | 4:37 |
| 6.  | A Map and a Plan   | Klaus Badelt    | 2:30 |
| 7.  | Fire Dive          | Klaus Badelt    | 2:48 |
| 8.  | Claustrophobia     | Klaus Badelt    | 7:09 |
| 9.  | Drowning           | Klaus Badelt    | 3:05 |
| 10. | Don't Look Down    | Klaus Badelt    | 3:44 |
| 11. | Escape             | Klaus Badelt    | 2:42 |

Be Without You (Moto Blanco Vocal Mix) (8:44) van Mary J. Blige wordt gedraaid in de film maar staat niet op de soundtrack.

## Trivia
- De scène met het meeste water gebruikte een totale hoeveelheid van 340.000 liter water. Dit was de scène waarbij de balzaal onderstroomt en de passagiers verdrinken.
- Josh Lucas heeft in een onderwateropname per ongeluk zijn zaklamp gestoten tegen het oog van Kurt Russell. Deze had een wond opgelopen waardoor het filmen van de shots met de acteur erin twee weken gestaakt moest worden.
- De film is opgenomen in twee verschillende studio's. De twee sets waren allebei van de balzaal, maar de ene was andersom gekeerd.
- Carol Lynley, Red Buttons en Pamela Sue Martin, drie sterren uit de originele film "The Poseidon Adventure", waren aanwezig bij de première in mei 2006.
- De ramen op de sets met uitzicht onder water waren gebouwd van 2 cm dik beschermd glas. In de scène echter waarin de balzaal onderloopt, zijn de ramen slechts 6 mm dik. De glazen werden gebroken door een speciaal onhoorbaar geluid dat versterkt was, waardoor de ramen braken.